# Бёрюлю (озеро)
Бёрюлю (кирг. Бөрүлү) — завальное озеро на реке Кёль в северной части Киргизского хребта, на Тянь-Шане, Кыргызстан. Названо озеро по названию сая и села в этой местности, и переводится с киргизского, как «Волчье», что, однако, может быть связано не с волками, а барбарисом, (кирг. Бөрү Карагат — «волчья ягода») в изобилии растущем в данном ущелье. Другое название озера — Кёк-Кёль (кирг. Көк-Көл — «голубое озеро»).

## Описание
Расположено в ущелье правого притока реки Сокулук, Бёрюлю, которое перекрыто массивным оползнем в десятки миллионов кубометров. По отрывочным сведениям данный оползень образовался из-за Беловодского землетрясения 1885 года. В озеро впадает ручей Кёль. Наземного оттока из озера нет, однако в нижних частях ступеней оползня бьёт множество ключей, что, вероятно, дало название другому населённому пункту в этой местности — селу Тош-Булак (кирг. Төш-Булак — «подгорный источник»).
Озеро является популярным место посещения туристами.